# Oued Taria
Oued Taria (em árabe: واد التاغية) é uma cidade e comuna localizada na província de Mascara, Argélia. Segundo o censo de 2008, a população total da cidade era de 15 901 habitantes.